# Катя Нюберг
Катя Юганна Нюберг  (норв. Katja Johanna Alice Nyberg, 24 серпня 1979) — норвезька (до 2001 — фінська) гандболістка, олімпійська чемпіонка.
Отримала громадянство Норвегії у січні 2001 року.

## Виступи на Олімпіадах
| Олімпіада  | Дисципліна | Місце |
| ---------- | ---------- | ----- |
| Пекін 2008 | гандбол    | 1     |

## Особисте життя
Відкрита лесбійка. Певний час зустрічалася з гандболісткою Гру Гаммерсенг.